# Amgai járás

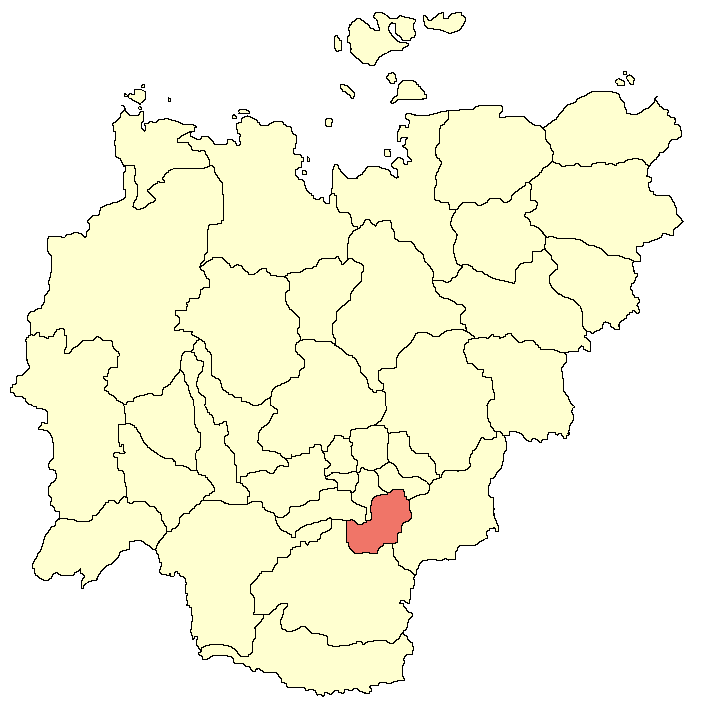
Az Amgai járás Jakutföldön

Az Amgai járás (oroszul Амгинский улус, jakut nyelven Амма улууһа) Oroszország egyik járása Jakutföldön. Székhelye Amga. 

## Népesség
- 2002-ben 17 251 lakosa volt.
- 2010-ben 17 183 lakosa volt, melyből 15 772 jakut, 846 orosz, 217 evenk, 129 even stb.